# وشترتیمکه
وشترتیمکه (به آلمانی: Westertimke) یک شهر در آلمان است که در Tarmstedt واقع شده‌است.
 وشترتیمکه  ۶۱۹ نفر جمعیت دارد.